# Адамс, Джордж Вашингтон
Джордж Вашингтон Адамс (англ. George Washington Adams; 12 апреля 1801, Берлин, Пруссия — 30 апреля 1829, Лонг-Айленд, США) — американский политик и адвокат, старший сын президента США Джона Куинси Адамса.

## Биография
Джордж Вашингтон Адамс родился 12 апреля 1801 года в Берлине в семье шестого президента США Джона Куинси Адамса, который в то время занимал пост дипломатического представителя Соединённых Штатов, и его жены Луизы Кэтрин Адамс. Он был назван в честь первого президента США Джорджа Вашингтона. Его дед Джон Адамс был первым вице-президентом США, а также вторым президентом.
Бабушка Адамса, Эбигейл Адамс, была недовольна решением своего сына назвать ребёнка в честь Джорджа Вашингтона, а не в честь её мужа. Она сочла это решение «непродуманным» и «неправильным», добавив, что Джон Адамс тоже казался оскорблённым. Второй сын Джона Куинси Адамса Джон Адамс II (1803—1834) был назван в честь своего деда.
Джордж Адамс окончил Гарвардский университет в 1821 году, где изучал юриспруденцию. После недолгой адвокатской практики баллотировался на государственную должность и был избран в Палату представителей Массачусетса в 1826 году и прослужил там один год. В 1828 году Адамс служил в городском совете Бостона.
Адамс исчез 30 апреля 1829 года на борту парохода «Бенджамин Франклин» в проливе Лонг-Айленд во время перехода из Бостона в Вашингтон. В последний раз его видели около 2 часов ночи, а его шляпа и плащ были найдены на палубе, что привело к выводу, что он прыгнул намеренно. Его тело выбросило на берег 10 июня. Будучи алкоголиком, Адамс оставлял записки, намекающие на то, что он намеревался покончить с собой; находясь на корабле, он, казалось, бредил, прося капитана вернуться на берег и заявляя, что другие пассажиры сговорились против него. В новостях того времени и среди историков впоследствии сложилось единодушное мнение, что он покончил с собой, утонув после того, как спрыгнул с «Бенджамина Франклина».

## Семья
Джордж Адамс и его братья Чарльз и Джон были соперниками по одной и той же женщине, их двоюродной сестре Мэри Кэтрин Хеллен (1806—1870), которая жила в семье Джона Куинси Адамса после смерти своих родителей. В 1828 году Джон Адамс II женился на Мэри Хеллен. Церемония прошла в Белом доме, и оба его брата отказались присутствовать.
Адамс стал отцом внебрачного ребёнка от любовницы, Элизы Дольф. Дольф была горничной у доктора Томаса Уэлша, бостонского врача семьи Адамсов. В декабре 1828 года у неё родился ребёнок, и её перевезли в другое место, чтобы Адамс мог тайно навещать её и ребенка. У ребёнка никогда не было записанного имени, и в письме упоминается, что «Элиза Дольф поправилась и потеряла своего ребенка», предполагая, что ребёнок умер в младенчестве.